# Liebes
Liebes es una pequeña isla deshabitada en el mar Báltico entre las islas de Rügen y Ummanz, pertenece administrativamente al estado de Mecklemburgo-Pomerania Occidental en el norte de Alemania. Posee unos 1000 metros de largo,  hasta 200 metros de ancho y sólo 1,5 metros de altura. El nombre de la isla pudiera derivarse de la palabra eslava Lipa = Linde que alemán significa cal.
Al igual que tres islas muy pequeñas vecinas, Urkevitz, Mährens y Wührens está incluida en el parque nacional Boddenlandscape Wührens (parque de la laguna de Pomerania Occidental). Es además un santuario de aves por lo que el acceso es restringido.